# Bogusław Bruczkowski
Bogusław Bruczkowski (ur. 15 kwietnia 1947 w Krakowie, zm. 2 lutego 1997 w Warszawie) – polski skrzypek i pedagog.

## Życiorys
W 1962 roku z wyróżnieniem ukończył Państwową Średnią Szkołę Muzyczną w Krakowie. Maturę zdał w 1964 w II Liceum Ogólnokształcącym w Krakowie. Studiował w Państwowej Wyższej Szkole Muzycznej w Warszawie w klasie prof. Tadeusza Wrońskiego (dyplom z wyróżnieniem). Zawodowo związany był z Filharmonią Narodową w Warszawie: w latach 1967–1977 w grupie pierwszych skrzypiec, w latach 1973–1977 jako solista, a w latach 1977–1980 był koncertmistrzem Orkiestry Filharmonii Narodowej.
Od 12 roku życia koncertował w kraju i za granicą. Był jednym z członków Kwartetu Varsovia. Nauczał w średniej szkole muzycznej i w Akademii Muzycznej w Warszawie.